# RIM-66 스탠더드

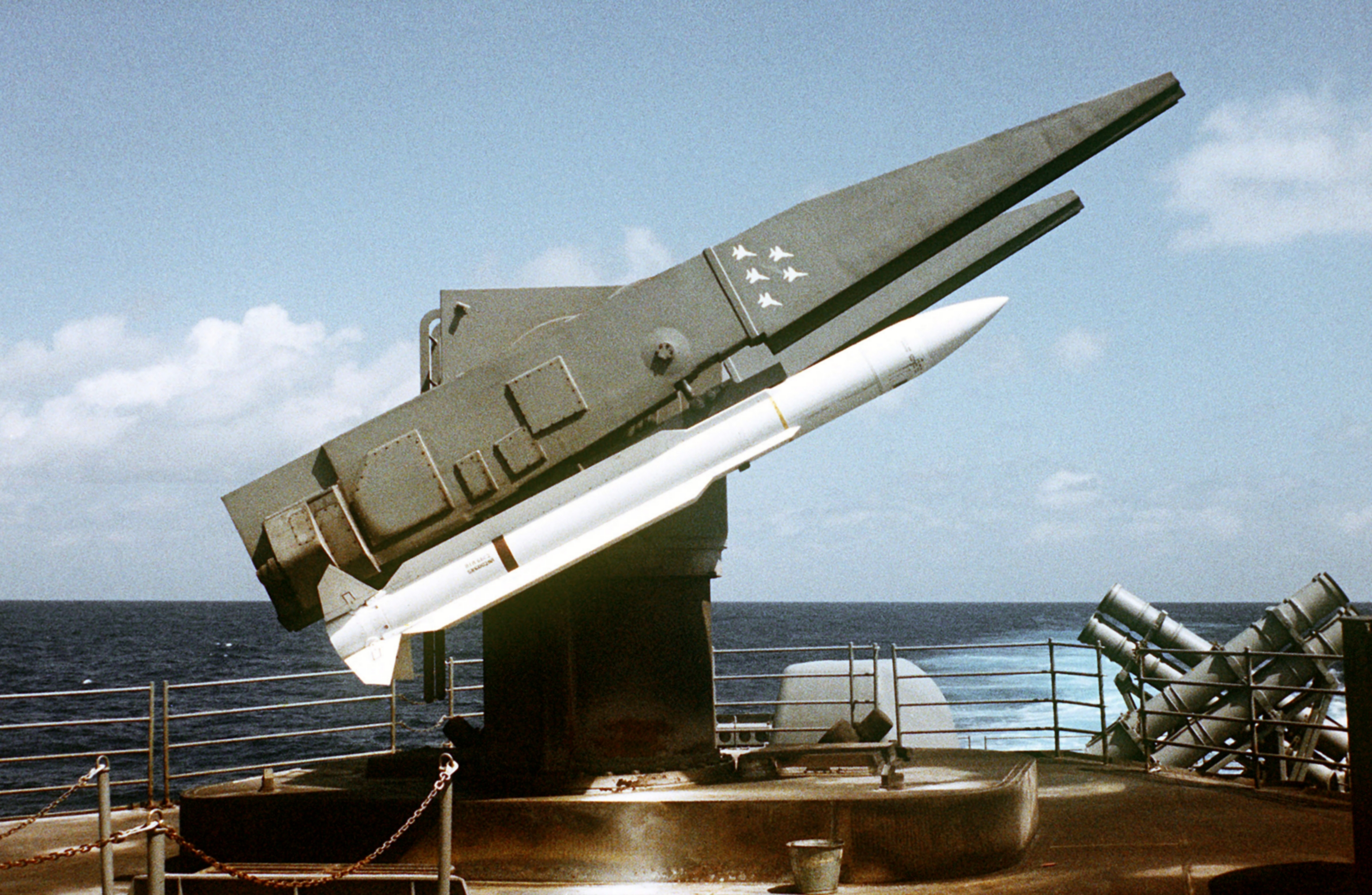
CG-47 USS 타이콘데로가 이지스 순양함의 Mk. 26 발사대에 장착된 SM-2 미사일

RIM-66 스탠더드 MR(RIM-66 Standard MR (SM-1MR/SM-2MR))은 이지스함에서 사용하는 중거리 지대공미사일이다. 미사일 방어에 사용된다. 대한민국 최초의 이지스함인 세종대왕함의 주력 대공미사일이다. 1950년대에 배치된 RIM-2 Terrier와 RIM-24 Tartar를 대체하기 위해 미국 해군용으로 개발된 함대공 미사일(SAM)이다.

## 파생형

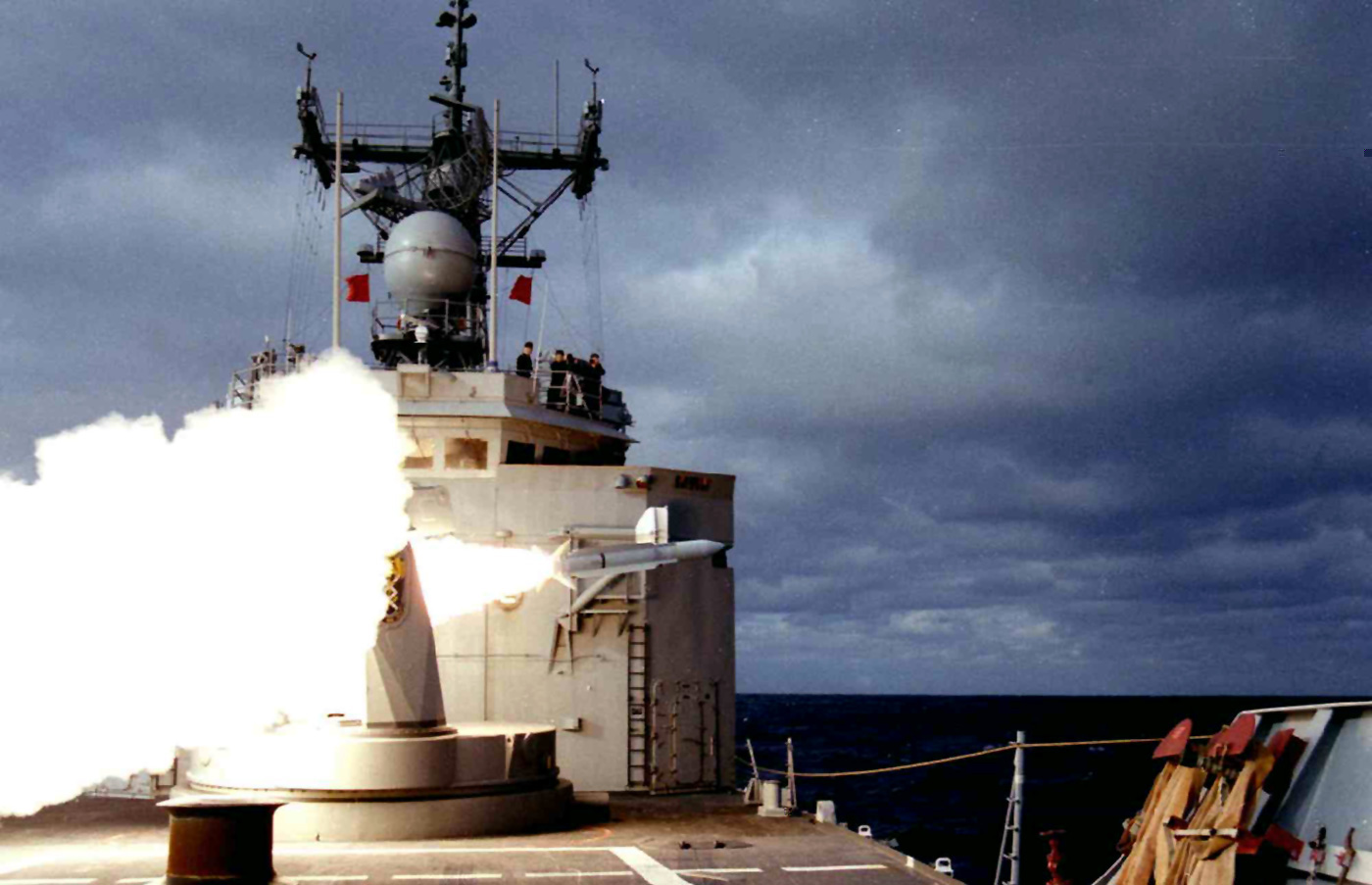
FFG-43 USS 타히의 MK-13 미사일 발사대에서 RIM-66 SM-1MR 미사일이 발사되고 있다

- RIM-66 Standard MR (SM-1MR/SM-2MR), 중거리 공대공 미사일. RIM-24 Tartar를 대체함.
- RIM-67 Standard ER (SM-1ER/SM-2ER non-VLS capable), 사거리연장형, RIM-2 Terrier를 대체함.
- AGM-78 Standard ARM, 대레이다 미사일
- RIM-161 Standard Missile 3 (SM-3), 해군형 ABM
- RIM-174 Standard ERAM (SM-6)

이지스 탄도미사일 방어 시스템에의 적용을 고려한 버전들이 있었다. 처음에 "Navy Area" 와 "Navy Theater-Wide"의 두 가지 버전이 개발되었다. "Navy Area" 시스템은 개발 지연과 비용 상승의 이유로 미국 국방부가 취소하였다. "Navy Theater-Wide"는 미사일 방어국(MDA)의 시스템에 편입되어 다른 이름으로 개발이 계속되고 있다. 미국 해군은 RIM-156 스탠더드 SM-2ER 블록 IV 와 RIM-161 스탠더드 SM-3를 탄도미사일 방어에 사용한다.
스탠더드 미사일은 또한 대함 미사일로도 사용할 수 있다. 세미 액티드 유도 모드를 사용해서 수평선(line-of-sight) 거리상의 목표물을 공격하거나, 내부 관성 항법 장치(INS)와 종말 적외선 유도 기능을 이용한 수평선 넘어의 목표물을 공격할 수 있다. 한때는 스탠더드 미사일에 W81 핵탄두를 장착하려고도 하였으나, 후에 무기연기(shelved) 되었다. RGM-66 스탠더드 ARM은 1970년대에 사용된 함정발사용 대레이다 미사일이다.

## RIM-66 SM-2 MR 블록 III/IIIA/IIIB
일반 특성

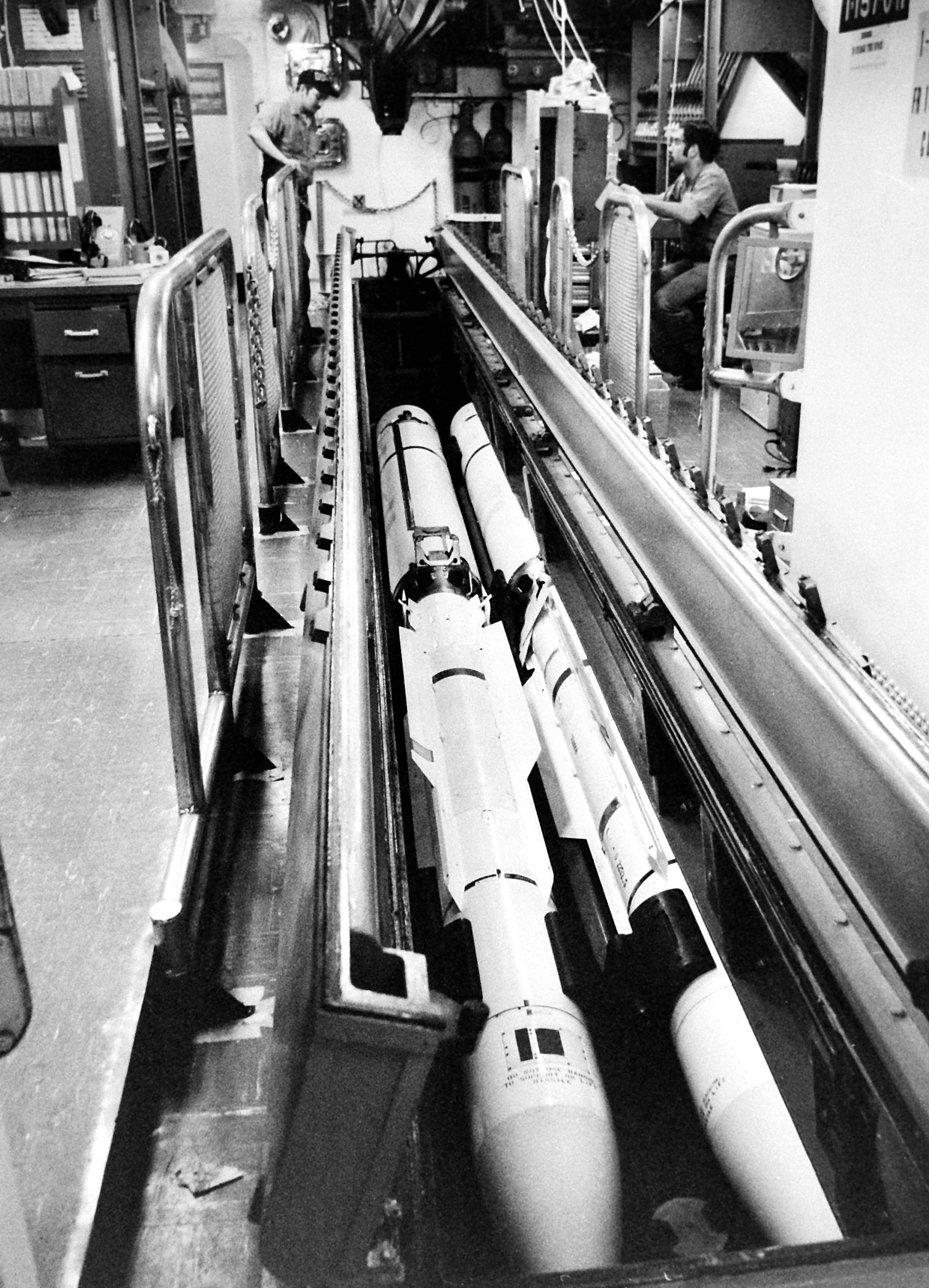
DLG-11 USS 마한 패러것급 구축함의 미사일 격납고에 적재된 스탠더드 미사일

- 정식명칭: RIM-66 SM-2 중거리 블록 III/IIIA/IIIB
- 주요임무: 지대공
- 계약자: 레이시온과 기타 회사
- 엔진: 2단 고체로켓
- 길이: 15 ft., 6 in. (4.72 m)
- 무게: SM-2 – 1,558 lb (708 kg)
- 직경: 13.5 in. (343 mm)
- 날개폭: 3 ft., 6 in. (1.08 m)
- 사거리: 74km ~ 167 km
- 유도방식: 세미 액티브 레이다 호밍(inertial guidance with terminal IR additionally fitted in Block IIIB)
- 탄두: 레이다 와 접촉 방식의 퓨즈, 파편폭풍형 탄두
- 실전배치일: 1981년 (SM-2MR)

### 버전별 차이
- Block II
  - ECM에 더 강한 신호처리기, 더 작고 단단한 목표물을 파괴할 수 있는 향상된 신관과 향상된 지향성 파편폭풍 탄두의 장착, 고속 고기동이 가능한 새로운 엔진 장착.
- Block III
  - 이전 버전 보다, 더욱 저고도의 목표물에 대한 능력 향상
- Block IIIA
  - 이전 버전 보다, 더욱 저고도의 목표물에 대한 능력 향상. 한 방향으로 더 빠른 파편폭풍이 일어나는 새로운 탄두 장착. 한국의 KDX-2에 탑재.
- Block IIIB
  - 최초의 추력편향 스탠더드 미사일. Block IIIA의 전파(RF 세미 액티브 유도 방식에, 새로운 적외선(IR) 유도 모드가 추가됨. 이러한 듀얼모드 RF/IR 유도방식으로 전자전에 더 뛰어나고, 대함 순항미사일 위협을 방어하는 데 더 뛰어남. 그리고 counter a specific fielded. 한국의 세종대왕함(KD-3)에 탑재.

## RIM-67 SM-2 ER
RIM-67 SM-2 ER(Etended Range:사거리 연장형)은 해군의 RIM-2 테리어 미사일을 교체한다.
SM-2 ER을 탑재하는 함정들은 SM-2ER을 장착했음에도 테리어 함정으로 불리곤 했다.
RIM-67의 1단 부스터가 매우 길기 때문에, Mk 41 VLS(미사일 수직발사관)에 탑재할 수 없었다. 그래서 이지스 시스템에서 사용할 수 없었다.
Mk 72 부스터를 장착한 SM-2 Block IV는 CG 47급 이지스 순양함을 위한 장거리 SM의 부족을 메우기 위해 개발되었다.

## RIM-156 SM-2 사거리 연장형 Block IV
일반 특성
- 주요임무: 함대와 그 주변의 방공
- 계약자: 레이시온과 기타 회사
- 엔진: 2단 고체로켓
- 길이: 21 ft., 6 in. (6.55 m) with booster
- 무게: 3,225 lb (1466 kg)
- 직경: 21 in. (533 mm) with booster
- 날개폭: 3 ft., 6 in. (1.08 m)
- 사거리: 190km ~ 370 km
- 유도방식: 세미 액티브 레이다 호밍
- 탄두: 레이다 와 접촉 방식의 퓨즈, 파편폭풍형 탄두
- 실전배치일: 1998년

## RIM-161 스탠더드 SM-3

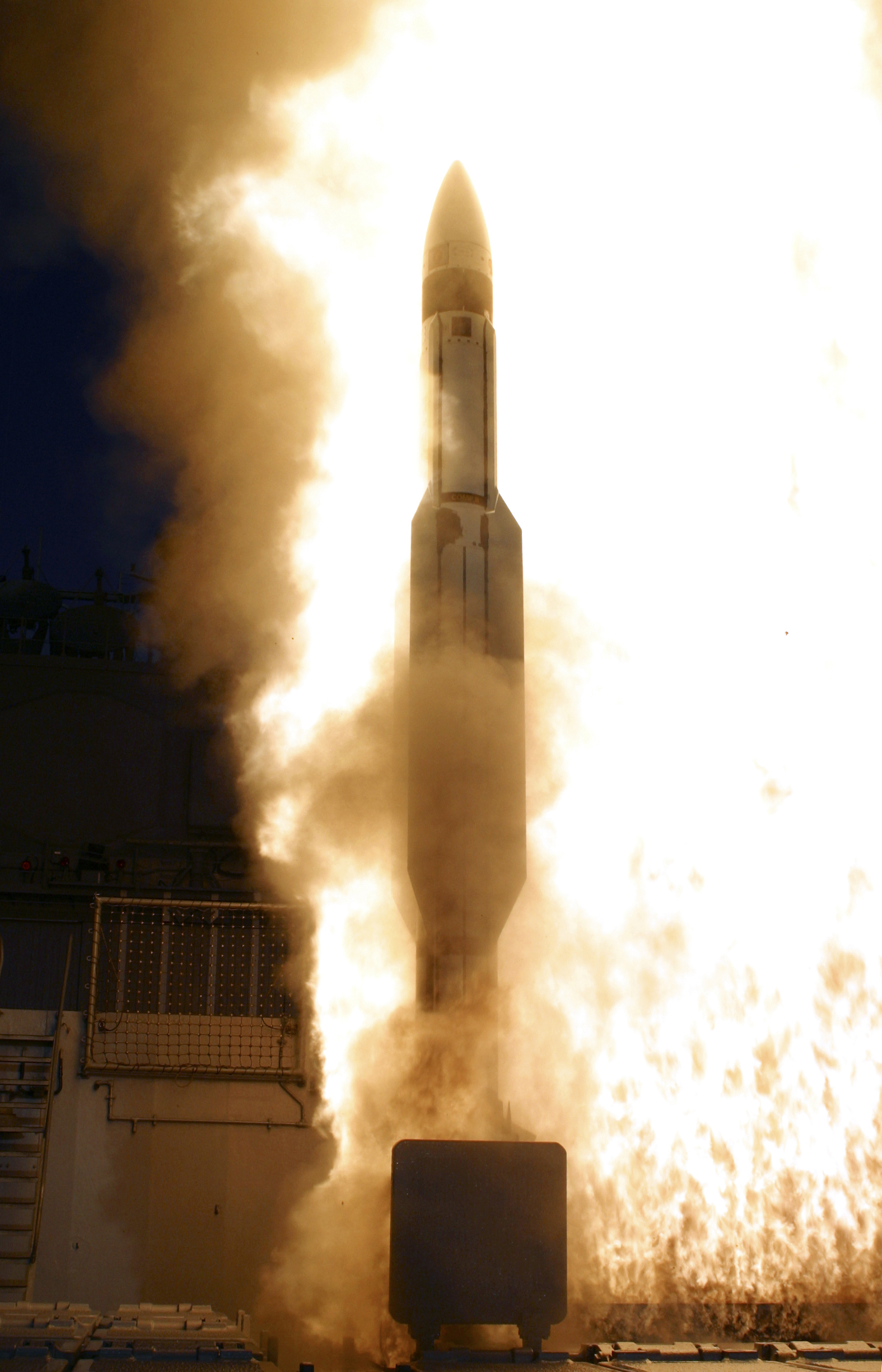
2003년 12월 11일, 이지스 순양함 USS Lake Erie (CG 70)에서 SM-3 미사일이 시험발사되고 있다. 적의 중거리 탄도 미사일을 요격하는 이지스 BMDS 실험이었다. 하와이의 Kauai에서 발사된, 초속 3.7 킬로미터로 날아오는 탄도 미사일을 요격했다. 요격된 지점은 Kauai에서 수백 킬로미터 떨어진, 고도 137 킬로미터 상공이었다. 4번째 요격실험의 성공이었다.

일반 특성
- 주기능: 이지스 BMDS(Aegis Ballistic Missile Defense System)
- 계약자: 레이시온
- 엔진:
  - 1단: Mk72 Booster Aerojet
  - 2단: MK104 Dual Thrust Rocket Motor (DTRM) Aerojet
  - 3단: MK136 Third Stage Rocket Motor (TSRM) ATK
  - 4단: Solid Divert and Attitude Control System (SDACS) ATK
- 길이: 6.55 m
- 무게:
- 직경: 34.3 cm
- 날개폭:
- 사거리: >270 해리 이상 500 km 이상
- 속도: 시속 9600 km 마하 8 이상 (이전 버전은 마하 3.5)
- 고도: 160 km 이상 (이전 버전은 24km 이상)
- 유도방식: GPS / INS / 세미 액티브 레이다 호밍 / Passive LWIR Seeker (KW)
- 탄두: 히트투킬 경량 대기권밖(Exo-Atmospheric) 요격체
- 실전배치일: 2011년(Block1A)

SM-3은 미국 미사일 방어국과 레이시온 주도로 SM-2 Block 4를 기반으로한 대탄도탄 미사일이다. 블록 2버전부터는 미쓰비시 중공업이 참여하였다.

## 스탠더드 SM-6
RIM-156 SM-2 사거리 연장형 Block IV의 추진체에 AIM-120 암람의 액티브 레이다 시커를 사용한다. 최대사거리 약 400km 정도로써 초음속 비행체에 대한 대응능력을 강화했다.
2012년에 한국이 도입할 예정이다.

## 대한민국 최초의 SM-2 발사

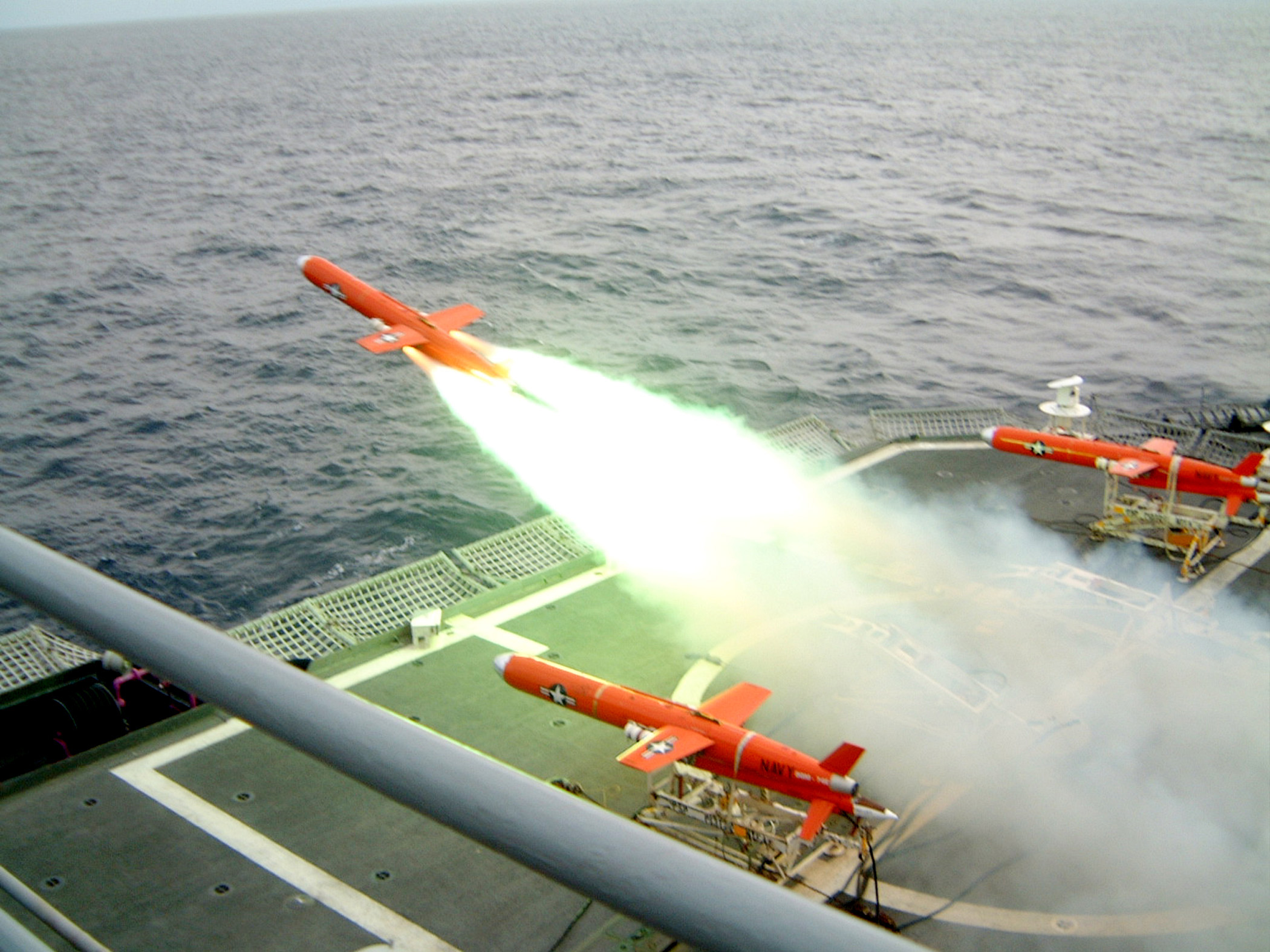
무인표적기 BQM-74E Chukar가 구축함에서 발사되고 있다

림팩 2004에 참가한 충무공이순신함은 대한민국이 도입한 SM-2 미사일을 최초로 발사했다.
- 2004년 7월 29일 - 20km 거리에서 450노트(마하 0.68) 속도로 접근하는 BQM-74E를 격추했다.
- 2004년 7월 31일 - 113km 거리에서 450노트(마하 0.68) 속도로 접근하는 BQM-74E를 격추했다.

## 논란

### 낮은 명중률
2012년 림팩 훈련 당시 이지스함인 율곡함에서 발사된 4발의 SM-2 미사일 중 2발이 발사 직후 폭발했고, 2010년 세종대왕함에서 발사된 것도 50%의 명중률을 기록해 도입 당시 기대했던 명중률 80%에 크게 못 미쳤다.

## 같이 보기
- 아스터 미사일 - 유럽판 스탠더드 미사일이다. 2001년에 실전배치되었다.

## 추가 문헌
- Friedman, Norman. Modern Warship: Design and Development. Naval Institute Press. 1977. ISBN 0-8317-6082-6